# Задор (Словаччина)
Задор (словац. Zádor, угор. Zádorháza) — село, громада в окрузі Рімавска Собота, Банськобистрицький край, Словаччина. Кадастрова площа громади — 3,46 км². Населення — 145 осіб (за оцінкою на 31 грудня 2017 р.).
Знаходиться за ~18 км на схід-південний-схід від адмінцентра округу міста Рімавска Собота.
Перша згадка 1245 року.

## Населення
| Рік:            | 1994. | 2004.   | 2014.    | 2024.    |
| --------------- | ----- | ------- | -------- | -------- |
| Кількість осіб: | 111   | 116     | 154      | 132      |
| Різниця:        |       | +4,50 % | +32,75 % | -14,28 % |

| Рік:            | 2023. | 2024.   |
| --------------- | ----- | ------- |
| Кількість осіб: | 134   | 132     |
| Різниця:        |       | -1,49 % |

## Транспорт
Аеродром Rimavská Seč.
Автошлях 2799 (Cesty III. triedy) III/2798 — Задор — Іваниці — Цаков — III/2798.